# Produto tangível
Produto tangível são características que o consumidor vê no produto, tais como design, marca, características, qualidade e embalagem. Um exemplo é uma filmadora da Sony.